# Rendició

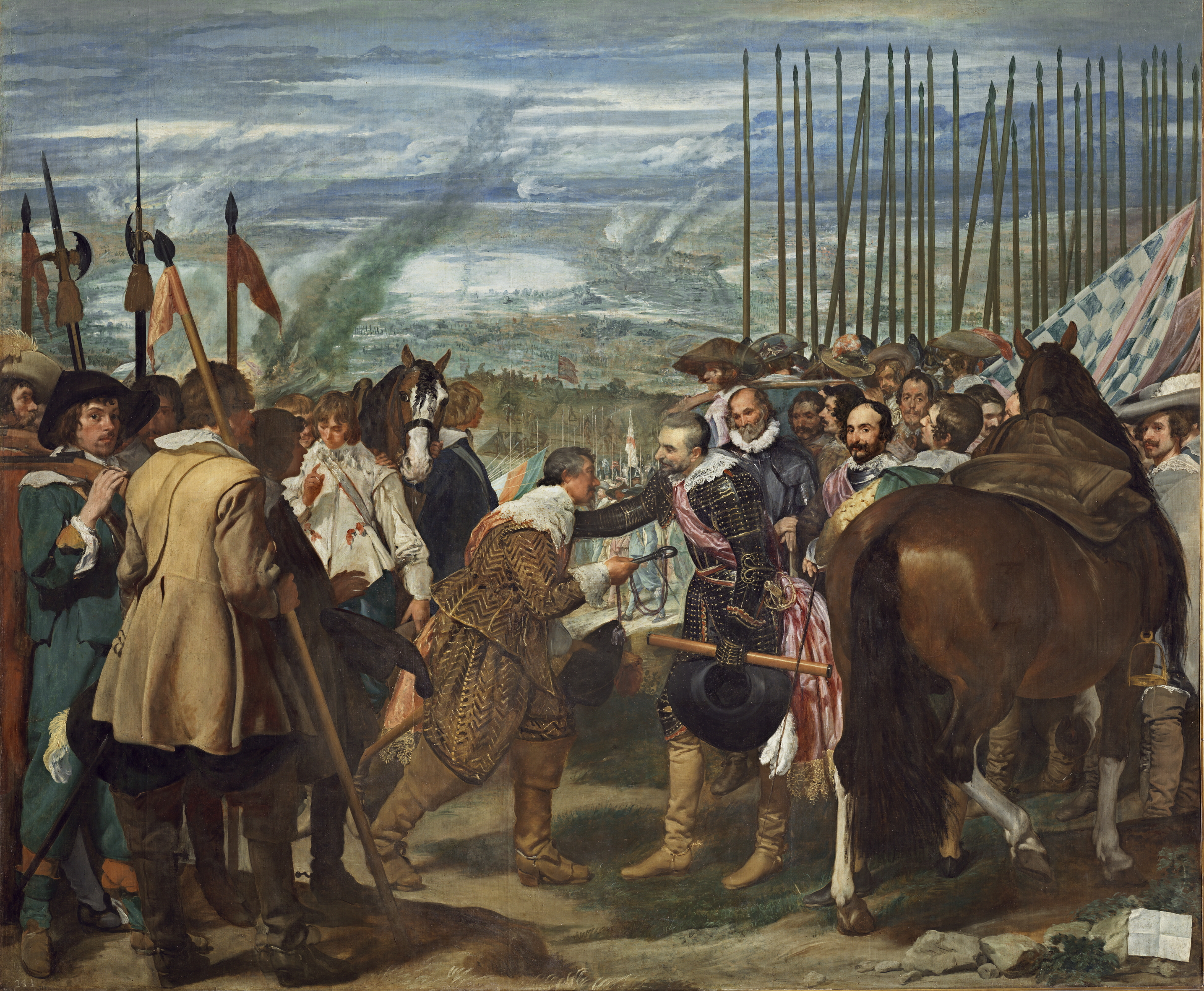
La rendició de Breda (Diego Velázquez, 1634).

La rendició, en termes militars, és la renúncia del control sobre territori, combatents, fortificacions, vaixells o armament a un altre poder. Una rendició es pot dur a terme pacíficament, sense lluitar, o pot ser el resultat de la derrota en la batalla. Un estat sobirà pot lliurar-se després de la derrota en una guerra, generalment signant un tractat de pau o un acord de capitulació. Una rendició de camp de batalla, ja sigui per part de persones o quan és ordenada pels oficials, normalment provoca que es rendeixin convertint-se en presoners de guerra.